# Björneborgs stadsvapen

Björneborgs vapen.

Björneborgs stadsvapen innehåller ett björnhuvud, vilket gör vapnet talande. Skölden brukar krönas med en murkrona och under skölden finns valspråket Deus protector noster, latin för "Gud vår beskyddare".